# Имбибиция
Имбибицията е процес, при което в резултат на поглъщането на вода от растителните клетки (има се предвид клетките без вакуола и по-стари диференцирали се клетки) се наблюдава набъбване на пихтиестите вещества, намиращи се в клетката.
В нормално състояние, водообменът на клетките на растителния организъм е смесен – чрез осмоза и имбибиция.